# Србобран
Србобра́н (серб. Србобран, Srbobran, угор. Szenttamás, хорв. Sveti Tomo) — місто в Сербії, належить до общини Србобран Південно-Бацького округу в багатоетнічному, автономному краю Воєводина. Населення — 13 091 чоловік (перепис 2002 року).

## Розташування й історія
Місто розташоване в основному на лівому, меншою мірою на правому березі Великого каналу Бачки. З півночі та сходу Србобран оточений меандром річки Кривої, що впадає у Великий канал Бачки.
Географічне положення Србобрану є дуже сприятливим, оскільки тут перетинаються автомагістралі, що пов'язують Північну та Південну Сербію, Центральну та Південну Європу. Вигідне географічне положення та близькість до Нові-Саду сприяли тому, що Србобран перетворився на одне з найважливіших міст у Воєводині.

## Населення
Населення селиа становить 13 091 особа (2002, перепис), з них:
- серби — 7838 — 59,87 %;
- мадяри — 3715 — 28,37 %;
- югослави — 8396 — 3,02 %;

Решту жителів  — з десяток різних етносів, зокрема: чорногорці, хорвати, словаки і половина сотні русинів-українців.
Середній вік мешканців міста становить 39,2 років (37,5 для чоловіків і 40,7 для жінок).

## Міста-побратими
- Новомиргород, Україна